# Petelia rivulosa
Petelia rivulosa är en fjärilsart som beskrevs av Butler 1881. Petelia rivulosa ingår i släktet Petelia och familjen mätare. Inga underarter finns listade i Catalogue of Life.